# Saint-Bonnet-Avalouze
 Saint-Bonnet-Avalouze  là một xã thuộc tỉnh Corrèze trong vùng Nouvelle-Aquitaine miền trung Pháp.